# Tabitha King
Tabitha King (született Tabitha Jane-Frances Spruce) (Old Town, Maine, 1949. március 24. –) amerikai írónő.

## Élete
Egy nyolcgyermekes család tagjaként született Old Townban. Itt, illetve a szintén Maine-állambeli Bangorban járt iskolába, majd felvételt nyert a Maine-i Egyetemre, Oronóban, történelem szakra, ahová 1967 és 1971 között járt.
1971. január 2-án házasodott össze az akkor még ismeretlen Stephen Kinggel, akivel egyetemi évei alatt ismerkedett meg, és aki később világhírű író lett. Három gyermekük született: Naomi Rachel (* 1970), Joseph Hillstrom (* 1972) és Owen Philip (* 1977). Érdekesség, hogy a két fiú is író lett.
Tabitha King - ahogyan azt férje gyakran hangoztatja - nagyban hozzájárult ahhoz, hogy Stephen Kingből a világ egyik legolvasottabb szerzője legyen. A Carrie (regény) című, 1974-ben megjelent regény első kéziratát a szerző kidobta a szemétbe, mert egyáltalán nem volt megelégedve vele. Tabitha vette észre, halászta ki a kukából és ösztönözte férjét arra, hogy folytassa a művet. 1973-ban értesültek arról, hogy a Doubleday kiadó elfogadta a kéziratot, majd nem sokkal később a New American Library 400.000 dolláros rekordösszegért vásárolta meg a szerzői jogokat.
Első regénye, a Small Worlds 1981-ben jelent meg, azóta pedig további hét regényt adott ki. Ezek közül egy jelent meg magyar nyelven, Reuben könyve címen.

## Művei
- 1981 Small World
- 1983 Caretakers
- 1985 The Trap
- 1988 Pearl
- 1993 One on One
- 1994 The Book of Reuben (Reuben könyve)
- 1997 Survivor
- 2006 Candles Burning

### Magyarul
- Reuben könyve; ford. Tavasz Marianna; Alexandra, Pécs, 2001